# حتب سخم وى
حتب سخم وي هو اسم حورس لفرعون فترة الأسرات المبكرة والذي أسس الأسرة الثانية. لا يعرف شئ عن حقبته؛ تقترح بردية تورينو بأن حكمه استمر 95 عام بينما يورد المؤرخ مانيتون في تاريخه بان حكمه استمر 38 عام. اعتبر علماء المصريات أن كلا التقريرين مخطئين وقدرت فترة حكم حتب سخم وي 25 أو 29 عام.

## مصادر الاسم

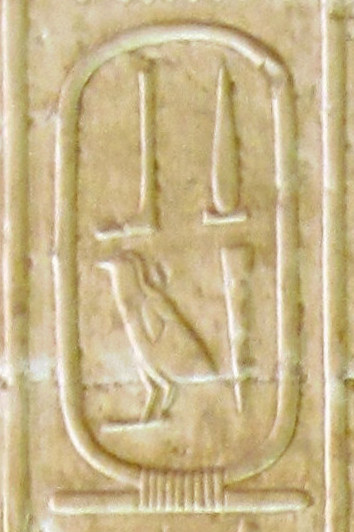
خرطوشة تحمل اسم حتب سخم وي في قائمة أبيدوس للملوك (خرطوشة م. 9).